# Bumthang
Pour les articles homonymes, voir Bumthang (homonymie).
Le bumthang (en dzongkha : bumthangkha) est une langue tibéto-birmane parlée au Bhoutan.

## Répartition géographique
Le bumthang est parlé dans la partie nord-centrale du Bhoutan.

## Classification interne
Le bumthang est une des Langues bumthang, un sous-groupe des langues bodiennes de l'Est de la famille tibéto-birmane. 

## Dialectes
Le bumthang se divise en quatre grands dialectes correspondant aux quatre vallées où la langue est parlée, le chokor, le chume, le tang and l'ura.

## Sources
- (en) Mark Donohue (éditeur) Bumthangkha dans Bhutan Linguistics.